# Châteauredon
Châteauredon é uma comuna francesa na região administrativa da Provença-Alpes-Costa Azul, no departamento dos Alpes da Alta Provença. Estende-se por uma área de 10,53 km². Em 2010 a comuna tinha 75 habitantes (densidade: 7,1 hab./km²).